# Мекерешть (Ясси)
Мекерешть, Мекерешті (рум. Măcărești) — село у повіті Ясси в Румунії. Входить до складу комуни Прісекань.
Село розташоване на відстані 323 км на північний схід від Бухареста, 31 км на південний схід від Ясс.

## Населення
За даними перепису населення 2002 року у селі проживали 715 осіб. Усі жителі села рідною мовою назвали румунську.
Національний склад населення села:
| Національність | Кількість осіб | Відсоток |
| -------------- | -------------- | -------- |
| румуни         | 710            | 99,3%    |